# کازوتو ناکازاوا
کازوتو ناکازاوا (انگلیسی: Kazuto Nakazawa؛ زادهٔ ۴ مارس ۱۹۶۸) کارگردان فیلم، پویانما، و تصویرگر اهل ژاپن است.